# Auguste-Louis de Rossel
Auguste-Louis de Rossel, seigneur de Taillebois, né le 22 juin 1736 à Dompierre-sur-Mer en Charente-Maritime et décédé à Paris le 27 février 1804, est un aristocrate, officier de marine et peintre français du XVIIIe siècle. Il est connu pour sa série de tableaux sur la guerre d'Indépendance américaine.

## Biographie
Fils de Christophe de Rossel, capitaine des vaisseaux du Roi, et de Louise Massiot de La Motte, Louis-Auguste, chevalier de Rossel, est issu de la branche cadette de la famille des marquis de Cercy, celle qui n'a jamais porté le nom de Cercy et qui est originaire de la région de Rochefort.
Il épouse Rose Héard (sœur de Pierre François Héard du Taillis) puis une jeune brestoise, Françoise Guérin, avec laquelle il aura une fille Elizabeth en 1778.

### Carrière militaire
- 1751 garde de la Marine à Rochefort[3]
- 1752 embarqué sur la frégate La Friponne
- 1754 embarqué sur l'Aigle
- 1755 embarqué sur l'Inflexible
- 1756 embarqué sur la frégate l'Aquilon
- 1756 embarqué sur le Duc de Bourgogne
- 1757 embarqué sur le Saint-Michel
- 1759 embraqué sur l'Aragon
- 1760 embarqué sur la corvette La Sardaigne
- 1761 embarqué à Toulon pour Constantinople sur la frégate l'Oiseau
- 1762 embarqué sur le Content
- 1765 nommé lieutenant de vaisseau
- 1766 embarqué à Rochefort sur le Coulisse
- 1770 embarqué comme commandant en second sur le Bizarre
- 1773 nommé Chevalier de Saint-Louis
- 1775 embarqué à Brest sur la frégate le Zéphir
- 1779 le roi l'autorise à prendre sa retraite et le nomme capitaine de vaisseau.

### Peinture de Marine
Après une carrière de 28 ans dans la Marine, dont 14 en campagne, Rossel prend sa retraite en 1779 pour cause de maladie. Il se lance alors dans la peinture. En 1778, il réalise des tableaux des combats de la Concorde, de la Junon du Triton et de la Belle Poule. En 1779, il peint les batailles de la Junon et de la Gentille devant Plymouth, de la Minerve à la Dominique, et l'engagement de l'escadre de La Motte-Picquet en vue de Fort-Royal de la Martinique.
Au Salon de la Correspondance de 1786, il présente une vue de Malte et une de Constantinople.
Louis XVI conçoit en 1786 le projet de perpétuer sur la toile les principales victoires navales remportées de 1778 à 1783 et il confie le projet au chevalier de Rossel . Les deux premiers tableaux de cette série réalisés par Rossel sont Le combat de M. le Bailly de Suffren en Baye de la Praya et Le combat de M. de la Motte Picquet à vue du fort royal. Ces tableaux sont destinés à être exposés dans les salles d'instruction des trois grands ports de Brest, Toulon et Rochefort. Rossel reçoit la commande supplémentaire de seize tableaux et de trente deux copies. Il réalise en août 1791 son seizième et ultime tableau, Le combat de Gondelour. Il doit intervenir à trois reprises auprès de l'Assemblée nationale entre 1790 et 1792 pour obtenir le paiement de ses honoraires et il refuse de livrer les tableaux qu'il conserve chez lui. Ce n'est qu'en 1802, que le Premier Consul donne son accord au règlement partiel de la série de la guerre d'Amérique et que l'État devient officiellement propriétaire des tableaux. Ces tableaux n'ont jamais rejoint les salles d'instructions des ports de Brest, Toulon et Rochefort. Treize des seize tableaux originaux et douze copies sont confiés au Musée national de la Marine à partir de 1943.
Parmi ses nombreux tableaux, trois d'entre eux sont l'objet d'une commande spéciale de trois combats du Québec et de la Surveillante, ceci à la demande du ministre de la Marine. Le premier réservé à la Chambre du Roi Louis XVI ; celui-ci (toile) semble avoir été offert par le Roi au maréchal de Castries en 1789, le second est envoyé à la veuve du commandant Charles Louis du Couëdic et le troisième au Chevalier de Lostanges. Les gravures de ce tableau n'ont été produites qu'en 1792. Il immortalise également les combats du Scipion, de la Nymphe et de l’Amphitrite.
Il faut savoir que Thomas-Pierre du Couëdic, dit « l'Aîné », neveu de Charles-Louis, et également tout jeune officier sous ses ordres durant ce combat, est appelé peu après à monter sur le navire de son oncle maternel la Nymphe où, au moment de l'abordage contre le HMS Flora et, blessé par une pique, lâche la corde et tombe entre les deux bâtiments qui l'écrasent.

## Galerie

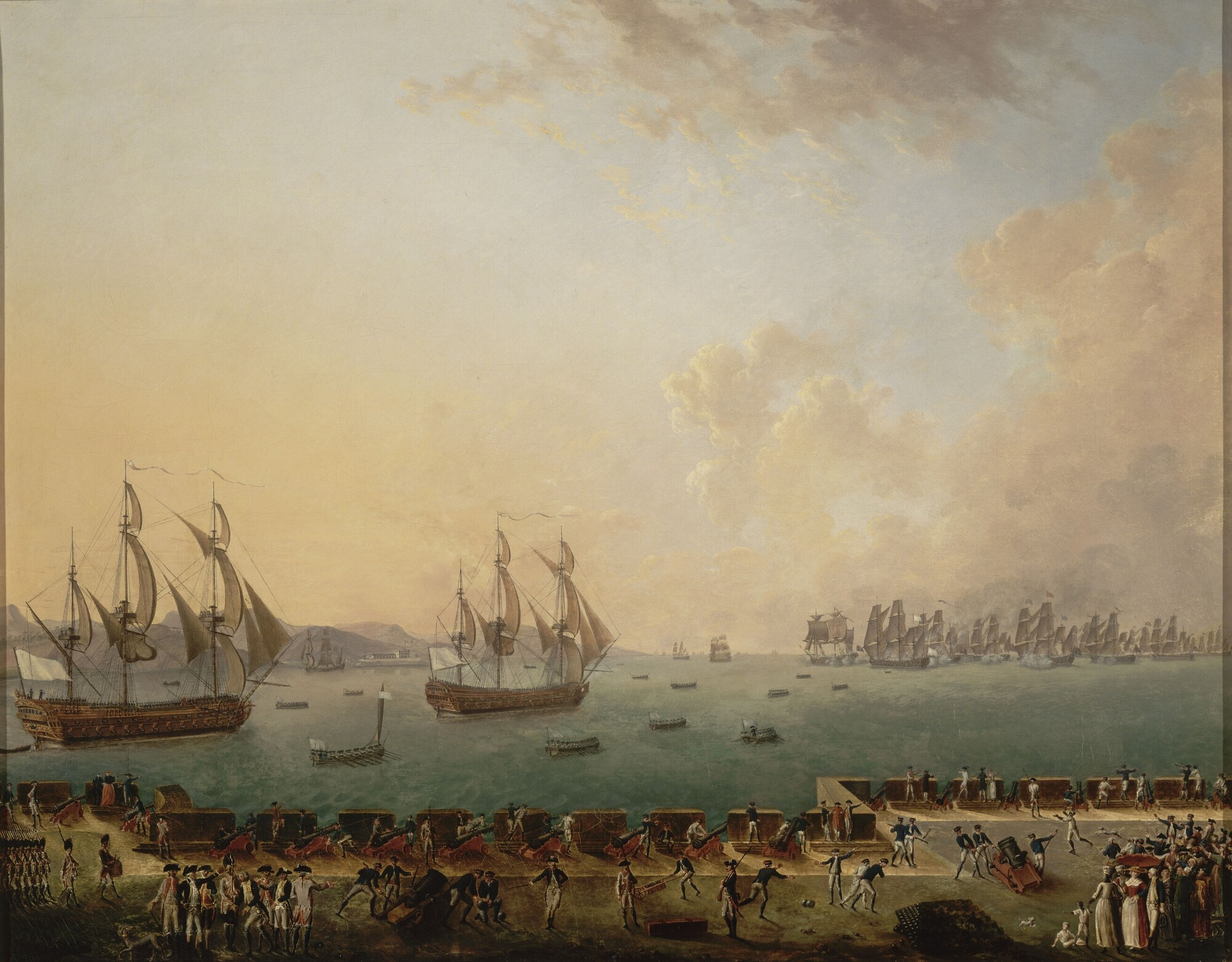
Combat de la Martinique, 18 décembre 1779.
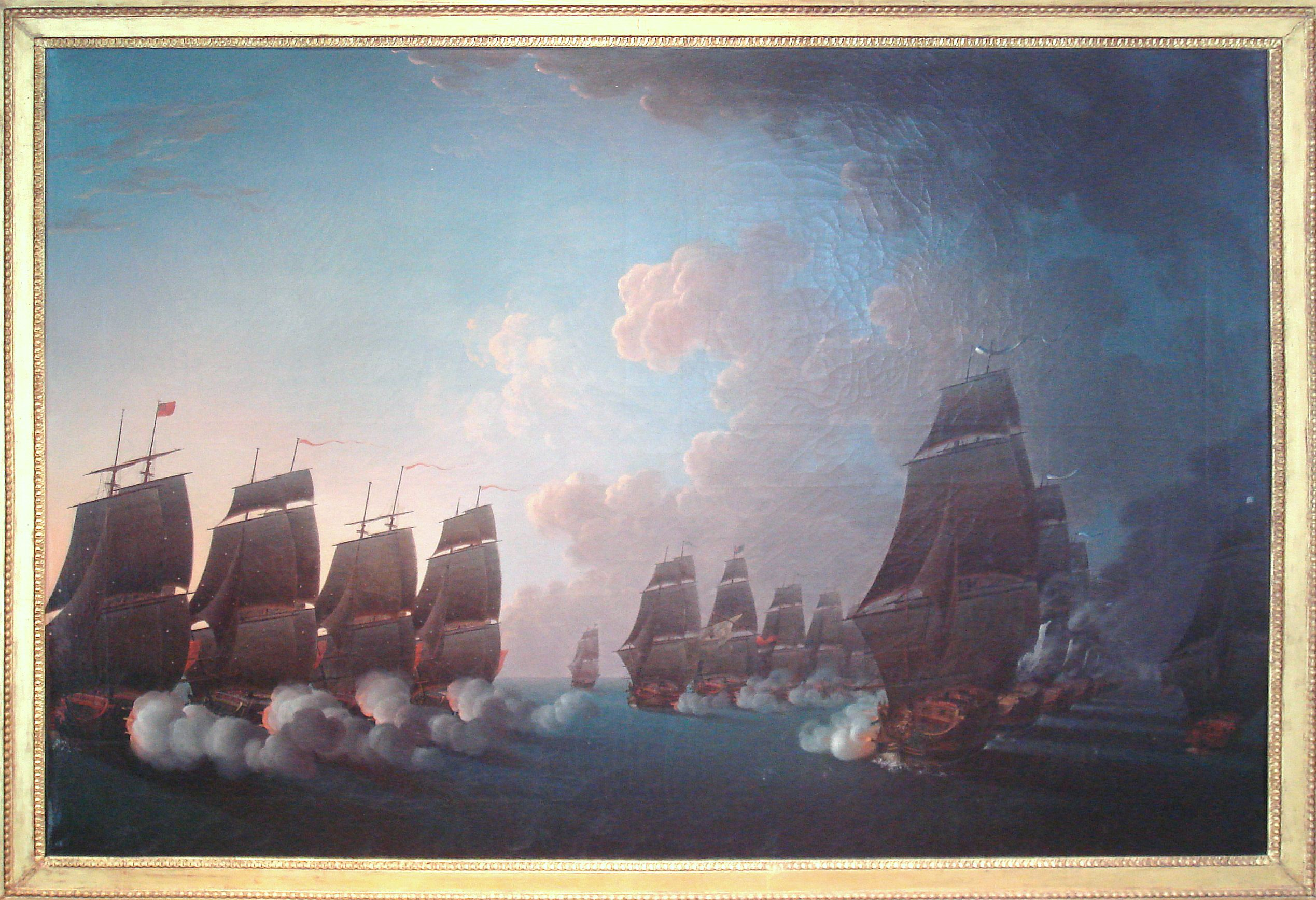
Combat de la Dominique, 17 avril 1780.
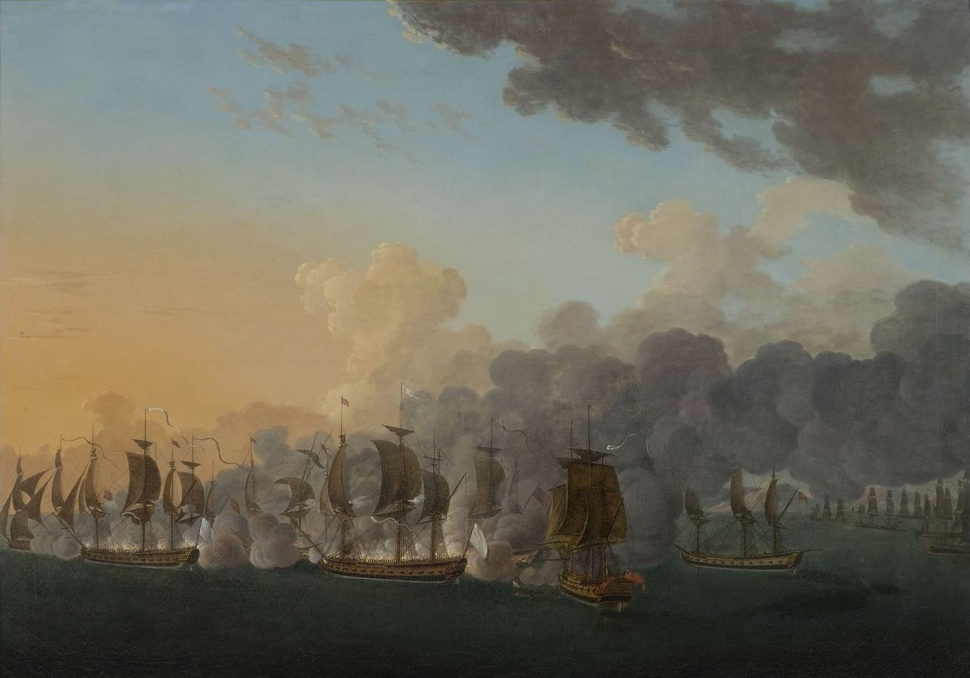
Combat naval à la hauteur de Louisbourg, 21 juillet 1781.
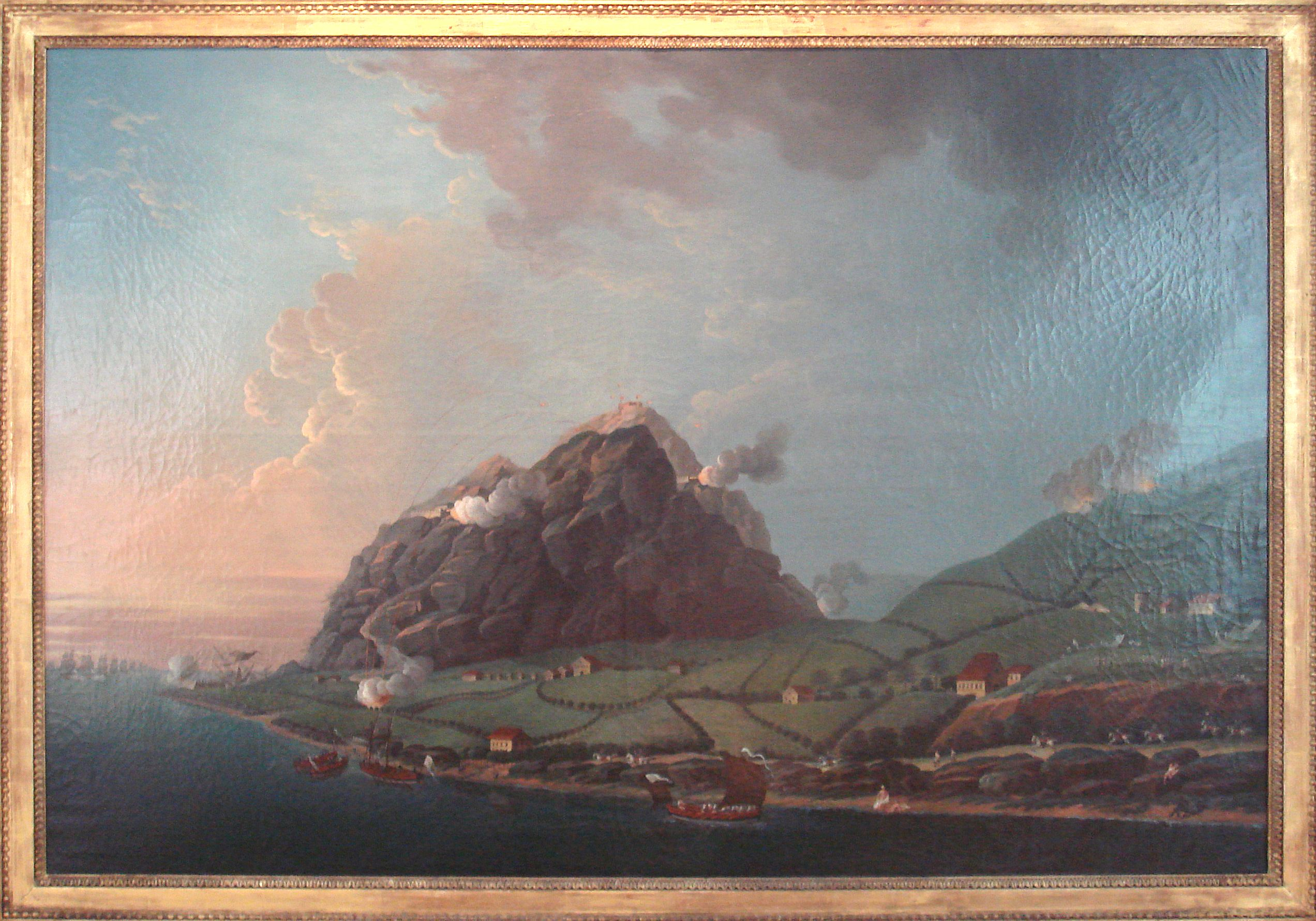
Prise des Iles de Saint-Christophe et de Nevis, 13 janvier 1782.

### Archives
- Archives nationales : dossier Louis-Auguste de Rossel, sous-série Marine C/7, cote MAR/C/7/284
- Centre d'archives de Québec de Bibliothèque et Archives nationales du Québec[8].

## Sources et bibliographie
- Michel Vergé-Franceschi (dir.), Dictionnaire d'Histoire maritime, éditions Robert Laffont, coll. « Bouquins », 2002 (ISBN 978-2-221-08751-0)
- David Karel, Dictionnaire des artistes de langue française en Amérique du Nord sur Google Livres, p. 706
- (en) Evelyn de Rostaing McMann, Biographical index of artists in Canada sur Google Livres
- Surveillante
- Jean-Yves Besselièvre (dir), Le port de la liberté : Brest au temps de l'Indépendance américaine, Paris : Locus solus, Musée national de la Marine, 2016, p. 106-117
- Georges Lacour-Gayet, La Marine militaire de la France sous le règne de Louis XV, Honoré Champion éditeur, 1910 (1re éd. 1902) (lire en ligne)
- Georges Lacour-Gayet, La Marine militaire de France sous le règne de Louis XVI, Paris, Honoré Champion, 1905, 719 p. (BNF 30709972, lire en ligne)